# Kumanis
Kumanis is een bestuurslaag in het regentschap Sijunjung van de provincie West-Sumatra, Indonesië. Kumanis telt 2086 inwoners (volkstelling 2010).